# Alexa Wolf
Alexa Wolf, född 5 januari 1969 i München i Västtyskland, är journalist och dokumentärfilmare med feministisk inriktning. Hon är mest känd för reportagefilmen Shocking Truth, som är kritisk till pornografibranschen.
Därefter har hon främst verkat som kortfilmsmakare och filmfotograf.

## Biografi
Wolf har studerat på Dramatiska institutets dokumentärregilinje. Institutet fungerade även 1999 som producent för hennes Prayer, en kortfilm i dokumentärt format, med estetik och etnisk musik om en dag på jorden.

### Shocking Truth
2000 års Shocking Truth blev en dokumentärfilm kring porrfilmsbranschen. Centrum i filmen är Lisa. Hon författar en akademisk uppsats i ämnet, där hon utgår från den porrskådespelerska som i filmen benämns "Smulan". Denna ramhistoria kompletteras med intervjuer med producenter, skådespelare och Sveriges dåvarande kulturminister Marita Ulvskog. Den 58 minuter långa filmen hade svensk biopremiär 3 februari samma år, på Göteborgs filmfestival.
Filmens TV-visning i Sverige vållade våldsam mediedebatt i Sverige. Filmen och den debatt som följde liknade 1980-talets "sexkrig" i USA och inträffade efter ett decennium av betal-TV-porr i TV 1000 och Canal+. Shocking Truth sågs som en viktig insyn i porrbranschens ofta dolda värld, samtidigt som Wolfs film fick kritik för hård vinkling av sitt ämne.
Alexa Wolf mindes 2008 debatten som "galen och sned". Hennes egen ingång till ämnet handlade inte om sexualmoral, men om mediekritik. Samtidigt var hon då fortfarande emot en kommersialisering av sex, vilket i hennes ögon då leder till propagandabilder. Minister Ulvskogs enligt en del tandlösa förslag om censur av offentliga filmvisningar, kommenterades av Statens biografbyrå med att allmänna porrbiografer inte längre existerade – utöver enskilda visningsrum på porrklubbar.
Debatten omkring filmen dog så småningom ut, bland annat eftersom distributionen av porrfilm i samma veva till stor del flyttade ut på den än mer oreglerade Internet. Under våren 2000 användes Shocking Truth dock i riksdagen som argument i partipolitiska försök för att få till en reformering av skolornas sexualundervisning – inklusive med kritiskt tänkande kring pornografi. Senare under året kritiserade Wolf även musikvideomakaren Jonas Åkerlund för vålds- och porrinslagen i hans produktioner.

### Senare år
Alexa Wolf har därefter fortsatt att verka som filmskapare med dokumentärt fokus. 2011 års kortfilm Where We Must Be har den komplicerade relationen mellan Jean och Jimmy (en desillusionerad skådespelare och en sjuk i cancer) som tema. Fyra år senare kom Burden, där miljön är nedgångna industriområden nära New York och berättelsen en historia om en trevande amorös relation och en kritisk far.
Därutöver har Wolf arbetat på ett stort antal filmproduktioner som filmfotograf eller elektriker. 2018 höll hon i filmkameran för Em Weinsteins Candace, en kortfilm kretsande kring frågor som ras och sexualitet.
På senare år har Alexa Wolf också arbetat med hårvård.

## Filmografi (regi)
- Prayer (1999)
- Shocking Truth (2000)
- Where We Must Be (2011)
- Kulturkrockskudden (2017)